# 2021年寮國國民議會選舉
2021年寮國議會選舉是2021年2月21日舉行的寮國國會選舉。

## 背景
老挝是一党专制国家，老挝人民革命党是唯一合法政党，只有老挝人民革命党可以推派候选人，其他候选人必须以独立候选人身份竞选。在2016年老挝国民议会选举中，該黨獲得了149個席位中的144個，其餘席位由獨立候選人贏得。根據寮國全國選舉委員會的數據，寮國共有428万名合格選民。

## 選舉制度
2021年寮國議會共有164名議員，本次选举制度改为全票制，从有18個大選區選舉產生的，任期5年，選區席位數在5~19個之間，根據人口而變化。每個選區至少有5個席位，选区人口超过25萬则每5萬人可以再獲得1個席位，最多19個席位。候選人需要獲得地方當局或群眾組織的支持才能競選公職。本次选举设置了超過7,200個投票站，還可以在其他40個國家進行海外投票。

## 竞选
共有224名候選人角逐國會選舉，由於寮國政府推動年輕人參政，年輕和中年候選人在候選人中的比例比平時更高。

## 选举结果
| 政党               | 政党               | 票数      | %     | 席数 | +/– |
| ------------------ | ------------------ | --------- | ----- | ---- | --- |
|                    | 老挝人民革命党     |           |       | 158  | +14 |
|                    | 独立候选人         |           |       | 6    | +1  |
| 总共               | 总共               |           |       | 164  | +15 |
|                    |                    |           |       |      |     |
| 总票数             | 总票数             | 3,973,017 | –     |      |     |
| 已登记选民／投票率 | 已登记选民／投票率 | 4,053,151 | 98.02 |      |     |
| 资料来源：         |                    |           |       |      |     |